# Sleep Next to Plastic
Sleep Next to Plastic, também chamado de Covers, é uma coletânea da banda galesa de rock Manic Street Preachers, lançada em 2022, pela gravadora Sony Music. O repertório traz covers de vários artistas gravados ao longo de três décadas. É o segundo trabalho do grupo com covers, e o primeiro desde Lipstick Traces (A Secret History of Manic Street Preachers) (2003).

## Antecedentes
Em 2021, a banda lançou The Ultra Vivid Lament, primeiro disco do grupo que alcançou o topo das paradas de álbuns britânicas desde 1998. Na mesma época, o grupo também passou a trabalhar numa edição especial de 20 anos do álbum Know Your Enemy, lançado em 2001.

## Produção
Em 2022, o Manic Street Preachers gravou um cover de "Borderline", de Madonna, para o BBC 6 Music Festival em Cardiff. O cover acabou encabeçando o novo projeto, que reuniu os covers do grupo que ainda não estavam disponíveis nas plataformas digitais. Entre eles, foram gravadas músicas de artistas e bandas como Nirvana, Guns 'N Roses, Amy Winehouse, Echo & the Bunnymen e Paul Simon.
O projeto foi liberado em 5 de julho de 2022, e mixado com uma playlist que reunia os covers apresentados em Lipstick Traces (A Secret History of Manic Street Preachers) (2003). Na primeira versão, a coletânea foi chamada de Covers, e mais tarde renomeada para Sleep Next to Plastic.
Em nota para a imprensa, o Manic Street Preachers disse que "As versões cover sempre nos deram a chance de prestar um tributo direto e público aos discos pelos quais crescemos obcecados, sejam eles de bandas do C86 ou de artistas tão diversos quanto Madonna, John Cale e Paul Robeson. Coletivamente, esses covers são um tributo musical sincero às nossas influências formativas".

## Faixas
1. "Borderline"
2. "Jeans Not Happening"
3. "(Feels Like) Heaven (Live at the BBC)"
4. "Pennyroyal Tea (Live at the BBC)"
5. "Let's Stay Together (Live at the BBC)"
6. "Vision Blurred"
7. "Wake Up Alone"
8. "Bright Eyes (Full Band Version)"
9. "In Between Days (Live at the BBC)"
10. "Sweet Child O' Mine (Live at Cardiff Castle)"
11. "All or Nothing (Live at the BBC)"
12. "Bring on the Dancing Horses (Live at the BBC)"
13. "Under My Wheels (Live at the BBC)"
14. "The Instrumental"
15. "Summer Wind (Live at the BBC)"
16. "Endless Plain of Fortune"
17. "Primitive Painter"